# Acosmia maotiania
Acosmia maotiania (лат.) — вымерший вид морских червей из чэнцзянской биоты кембрийского возраста из провинции Юньнань, Китай. Единственный вид в составе рода Acosmia. Достигала 45 мм в длину и 9 мм в ширину. Вероятно, являлось роющим животным, питавшимся осаждёнными остатками. Изначально животное считалось приапулидом, однако в исследовании 2020 года A. maotiania определена как представитель стем-группы линяющих (Ecdysozoa) ввиду отсутствия у неё радиального глоточного аппарата, характерного для современных линяющих, включая приапулид.